# 歐廷代爾 (加利福尼亞州)
歐廷代爾（英語：Outingdale）是位於美國加利福尼亞州埃爾多拉多縣的一個非建制地區。該地的面積和人口皆未知。

## 地理
歐廷代爾的座標為38°34′53″N 120°43′48″W / 38.58139°N 120.73000°W，而該地的平均海拔高度為495米（即1624英尺）。